# گغام آلکیان
گغام باگراتی آلکیان (ارمنی: Գեղամ Բագրատի Ալեքյան؛  زادهٔ ۲۳ مارس ۱۹۱۲ - درگذشته ۱۰ آوریل ۱۹۹۸) سیاستمدار، ویراستار اهل ارمنستان بود.

## زندگی‌نامه
وی در ۲۳ مارس ۱۹۱۲ در واغارشاپات به دنیا آمد . همچنین برندهٔ جوایزی همچون نشان پرچم سرخ کار، نشان برجسته افتخار، مدال شجاعت کار شده‌است. وی در ۱۰ آوریل ۱۹۹۸ در سن ۸۶ سالگی در ایروان درگذشت.